# Pommerit-Jaudy
Pommerit-Jaudy is een gemeente in het Franse departement Côtes-d'Armor (regio Bretagne) en telt 1152 inwoners (2004). De plaats maakt deel uit van het arrondissement Lannion.

## Geschiedenis
Pommerit-Jaudy is op 1 januari 2019 gefuseerd met de gemeenten Hengoat, Pouldouran en La Roche-Derrien tot de gemeente La Roche-Jaudy. 

## Geografie
De oppervlakte van Pommerit-Jaudy bedraagt 20,3 km², de bevolkingsdichtheid is 56,7 inwoners per km².
De onderstaande kaart toont de ligging van Pommerit-Jaudy met de belangrijkste infrastructuur en aangrenzende gemeenten.

## Demografie
Onderstaande figuur toont het verloop van het inwonertal.